# Фенево (Кесовогорский район)
Фенёво — деревня в Кесовогорском районе Тверской области, административный центр Феневского сельского поселения.

## География
Деревня находится в 16 км на северо-восток от райцентра посёлка Кесова Гора.

## История
В конце XIX — начале XX века деревня входила в состав Брылинской волости Кашинского уезда Тверской губернии. 
С 1929 года деревня являлась центром Феневского сельсовета Кесовогорского района Бежецкого округа Московской области, с 1935 года — в составе Калининской области, с 1994 года — центр Феневского сельского округа, с 2005 года — центр Феневского сельского поселения.
В годы советской власти в деревне располагалось правление колхоза им. В.П. Виноградова, до 2014 года работал Феневский дом-интернат для престарелых и инвалидов.

## Население
| 1859 | 1889 | 1997 | 2002 | 2010 |
| ---- | ---- | ---- | ---- | ---- |
| 188  | ↗231 | ↘76  | ↗97  | ↘86  |

## Инфраструктура
В деревне имеются детский сад, фельдшерско-акушерский пункт, отделение почтовой связи.